# إسلام جمال
إسلام جمال (16 فبراير 1989 -)، ممثل مصري.

## سيرته
درس في أكاديمية أخبار اليوم، وتخرج عام 2011، بدأ مشواره الفني قبل تخرجه، وكانت بدايته في فيلم نور عينى.

## أعماله

### الأفلام
- نور عيني مع الفنان تامر حسنى في دور شقيقه (إسلام)
- المركب (هيثم)
- خطة جيمي (كريم)
- سكر برة (ياسر)
- حرب كرموز (علي)

### المسلسلات
- ورا كل باب ج 2 (حكاية عائلة جيجي)
- نصيبي وقسمتك 4 (حكاية تاج راسنا بابا)
- الحرير المخملي
- الدايرة (رامي)
- ابن حلال (سميح)
- ذهاب وعودة (محمود)
- وش تاني (أسامة فرحات أبو دومه)
- ولاد تسعة (أحمد)
- سرايا عابدين ج2 (عنتر)
- كأنه امبارح (مالك)
- قانون عمر (ماجد)
- سك على اخواتك (وائل)
- الرحلة (حسن)
- كلبش 3 (امجد صفوان)
- حكايتي (حسام)
- حشمت في البيت الابيض
- بلا دليل (حسين)
- بركة (خالد)
- المغني
- كوفيد 25 (امير)
- ونحب تاني ليه (عمر)
- الا انا ج2 (شريف (حكاية بدون ضمان) / أمجد (حكاية طعم الدنيا))
- رانيا وسكينة (محمود السباعي)
- راجعين يا هوى (مدحت ابو الهنا)
- حكايات جروب العيلة (كريم)
- العائدون (وليد)
- ما تيجي نشوف (سيف)
- الاصلي (فاروق)
- الحشاشين (ملكشاه)
- الاختيار 1 (خالد)
- ختم النمر (سعيد)
- قوت القلوب 1 (حسن إبراهيم شبانة)
- قوت القلوب 2 (حسن إبراهيم شبانة)
- جمال الحريم (سليم)
- الاختيار 2 (هارون)
- الكتيبة 101 (اسلام)

## الجوائز
- 2010:  مصر - جائزة أفضل فنان شاب من «أكاديمية اخبار اليوم» عن دوره في فيلم نور عيني.[1]
- 2010:  مصر - جائزة أفضل فنان شاب من «أكاديمية العبور» عن دوره في فيلم نور عيني.[2]
- 2010:  مصر - جائزة أفضل فنان شاب من «كلية التربية قسم لغة انجليزيه بجامعة عين شمس» عن دوره في فيلم نور عيني.
- 2010:  مصر - جائزة أفضل فنان شاب من «مهرجان سفراء الطفولة العرب» عن دوره في فيلم نور عيني.[3]
- 2010:  مصر - جائزة أفضل فنان شاب في إستفتاء موقع «في الفن» عن دوره في فيلم نور عيني.[4]

## روابط خارجية
- إسلام جمال على موقع قاعدة بيانات الأفلام العربية